# Frida Wötzel
Frida Wötzel (* 27. Februar 1907 in Zeulenroda; † unbekannt) war eine deutsche SS-Aufseherin im KZ Ravensbrück und im KZ-Außenlager Barth. 1966 wurde sie von einem DDR-Gericht wegen Verbrechen gegen die Menschlichkeit zu lebenslangem Zuchthaus verurteilt.

## Leben

### Aufseherin im KZ Ravensbrück und KZ-Außenlager Barth
Wötzel stammte aus einer Arbeiterfamilie und arbeitete in einer Strumpffabrik und im Gastgewerbe. Nach der Einberufung ihres Ehemannes zur Wehrmacht war sie als Kindergärtnerin in Zeulenroda tätig. 1943 wurde sie Mitglied der NSDAP, meldete sich im Oktober 1944 freiwillig als SS-Aufseherin und wurde am 16. Oktober 1944 in das KZ Ravensbrück zur Ausbildung abkommandiert. Sie wurde einer Blockführerin zugeteilt, die sie in verschiedenen Arbeitskommandos einsetzte. 
Mitte November 1944 wurde Wötzel zur Blockführerin befördert und im KZ-Außenlager Barth im Block II eingesetzt, wo sich das Krankenrevier und im Keller der Bunker des Außenlagers befanden. Dort mussten die Inhaftierten Zwangsarbeit für die Heinkel-Flugzeugwerke leisten. Da der Heinkel-Konzern nur arbeitsfähige Inhaftierte zur Zwangsarbeit einsetzte, wurden ständig Selektionen vorgenommen und nicht mehr arbeitsfähige Gefangene in das KZ Ravensburg zur Ermordung deportiert. Zwischen November 1944 und April 1945 selektierte sie zweimal mindestens jeweils 10 bis 15 kranke, arbeitsunfähige Inhaftierte für die „Überstellung“ nach Ravensbrück aus und war an der Ermordung von mindestens 240 Häftlingen durch Vergasung beteiligt; diese beobachtete sie durch Schaugläser. Laut Zeugenaussagen war Wötzel neben dem Lagerkommandanten die brutalste Aufseherin und wurde von den Häftlingen als „Grosser Hund“, „Baba“ oder „Starucha“ (die Alte) genannt. Mit ihrem Prügelstock schlug sie bei geringsten Anlässen auf die Häftlinge ein und trat sie mit Stiefeln krankenhausreif. Oftmals ordnete sie Essensentzug und Strafestehen an und begoss strafestehende Häftlinge bei Minustemperaturen mit Wasser. Im Februar 1945 prügelte Wötzel die 17 Jahre alte Ukrainerin Raja, die der Sabotage bezichtigt worden war, so heftig, dass diese nach einigen Tagen verstarb. Als falsche Todesursache wurde ein Betriebsunfall angegeben und der Arzt gezwungen, diese zu bescheinigen.

### Nachkriegszeit und Prozess
Ende April 1945 wurden die Inhaftierten vor der näherrückenden Front auf einen Todesmarsch aus dem Außenlager Barth gezwungen. Nachdem Wötzel daran bis zur Ortschaft Gelbesande als Aufseherin teilgenommen hatte, setzte sie sich gemeinsam mit ihrem Geliebten, dem SS-Unterscharführer Zöllner ab und ließ sich später mit ihm in Suhl nieder. Nach mehreren Jahren in der Forstwirtschaft ließ sie sich zur Milchprüferin ausbilden und pachtete eine Gastwirtschaft. Ihre Vergangenheit als SS-Aufseherin konnte sie lange Jahre geheim halten. Nach der Entdeckung eines Massengrabes im Oktober 1963 auf dem ehemaligen Gelände der Heinkel-Flugzeugwerke am Galgenberg in Rostock nahm das Ministerium für Staatssicherheit die Fahndung nach dem ehemaligen Wachpersonal auf und verhaftete neben den Aufseherinnen Ulla Jürß und Ilse Göritz auch Frida Wötzel. Am 25. Juli 1966 eröffnete das Rostocker Bezirksgericht den nichtöffentlichen Prozess wegen „fortgesetzt begangener Verbrechen gegen die Menschlichkeit“ gegen die drei Aufseherinnen und verurteilte Wötzel wegen der Ermordung von mindestens 261 Häftlingen am 8. August 1966 zu einer lebenslangen Haftstrafe, die sie in der Strafvollzugsanstalt Hoheneck verbüßte.